# Arrestation en droit canadien
Pour un article plus général, voir Arrestation.
L'arrestation en droit canadien est prévue par plusieurs lois provinciales ou fédérales.

## Code criminel

### Arrestation sans mandat par un citoyen
- L'article 494.(1) du Code criminel prévoit l'arrestation sans mandat par un citoyen.

### Arrestation sans mandat par un agent de la paix
- L'article 495.(1) du Code Criminel prévoit l'arrestation sans mandat par un agent de la paix.

-Un agent de la paix peut arrêter sans mandat:
a) une personne qui a commis un acte criminel ou qui d'après ce qu'il croit pour des motifs raisonnables, a commis ou est sur le point de commettre un acte criminel;
- (Acte criminel inclus: les actes criminels purs et les infractions mixtes).

b) une personne qu'il trouve en train de commettre une infraction criminelle;
- (Infraction criminelle inclus: les actes criminels purs, les infractions mixtes et les infractions sommaires).

c)une personne contre laquelle, d'après ce qu'il croit pour des motifs raisonnables, un mandat d'arrestation ou un mandat de dépôt, rédigé selon une formule relative aux mandats et reproduite à la partie XXVIII, est exécutoire dans les limites de la juridiction territoriale dans laquelle est trouvée cette personne.

### Arrestation sans mise en accusation
- L'article 31 du Code Criminel prévoit l'arrestation sans mise en accusation le temps nécessaire à prévenir une violation de la paix.

## Code de procédure pénale
En plus des lois canadiennes, certaines lois provinciales prévoient l'arrestation au Québec.
- Par exemple : les articles 74 et 75 du Code de procédure pénale du Québec prévoient l'arrestation sans mandat par un agent de la paix.
- L'article 46 de ce même code prévoit l'arrestation d'un témoin sous mandat d'amener par un huissier.

### Arrestation illégale
En droit québécois, une arrestation illégale donne théoriquement un droit de poursuite civile en vertu des règles de la responsabilité extracontractuelle au Québec, comme l'illustre l'affaire White c. Green. Par contre, lorsque la poursuite pour arrestation illégale concerne une municipalité, elle est assujettie à la courte prescription de six mois des articles 585-586 de la Loi sur les cités et villes.

## Charte canadienne des droits et libertés
Dans la Charte canadienne des droits et libertés, il est prévu :
- à l'article 10 a), qu'un prévenu a le droit d'être informé dans les plus brefs délais, des motifs de son arrestation ou de sa détention
- à l'article 10 b) qu'en cas d'arrestation ou de détention, un prévenu a le droit d'avoir recours sans délai à l'assistance d'un avocat et d'être informé de ce droit[2].
- à l'article 10 c), qu'un prévenu a le droit de faire contrôler, par habeas corpus ; la légalité dé sa détention et d'obtenir, le cas échéant, sa libération.